# Einfach zusammenhängende algebraische Gruppe
In der Mathematik sind einfach zusammenhängende algebraische Gruppen ein Begriff aus der algebraischen Geometrie.

## Definition
Eine halbeinfache algebraische Gruppe {\displaystyle G} über einem Körper {\displaystyle k} heißt einfach zusammenhängend, wenn jede Isogenie
{\displaystyle f\colon H\to G}
einer zusammenhängenden algebraischen Gruppe {\displaystyle H} auf {\displaystyle G}
ein Isomorphismus ist.

## Beispiele
- Die spezielle lineare Gruppe {\displaystyle SL_{n}} ist einfach zusammenhängend.
- Die symplektische Gruppe {\displaystyle Sp_{2n}} ist einfach zusammenhängend.
- Eine halbeinfache algebraische Gruppe {\displaystyle G} über {\displaystyle k=\mathbb {C} } ist genau dann einfach zusammenhängend, wenn die topologische Gruppe {\displaystyle G(\mathbb {C} )} ein einfach zusammenhängender Raum ist.